# Melodifestivalen 1991
Melodifestivalen 1991 var den 31:a upplagan av musiktävlingen Melodifestivalen och samtidigt Sveriges uttagning till Eurovision Song Contest 1991. 
Finalen hölls på Malmö musikteater den 31 mars 1991, där melodin "Fångad av en stormvind", framförd av Carola Häggkvist, vann, genom att ha fått högst totalpoäng av jurygrupperna. Malmö fick återigen stå värd för finalen, som det här året sändes rekordsent (endast en dryg månad före ESC-finalen). Systemet med en finalkväll i två omgångar återkom efter två års uppehåll av en helt okänd anledning. Det blev således första, dock totalt åttonde, gången som detta system användes.
Fångad av en stormvind fick sedan representera Sverige i ESC 1991 som arrangerades i Cinecittà i Rom i Italien den 4 maj 1991.

## Tävlingsupplägg[1]

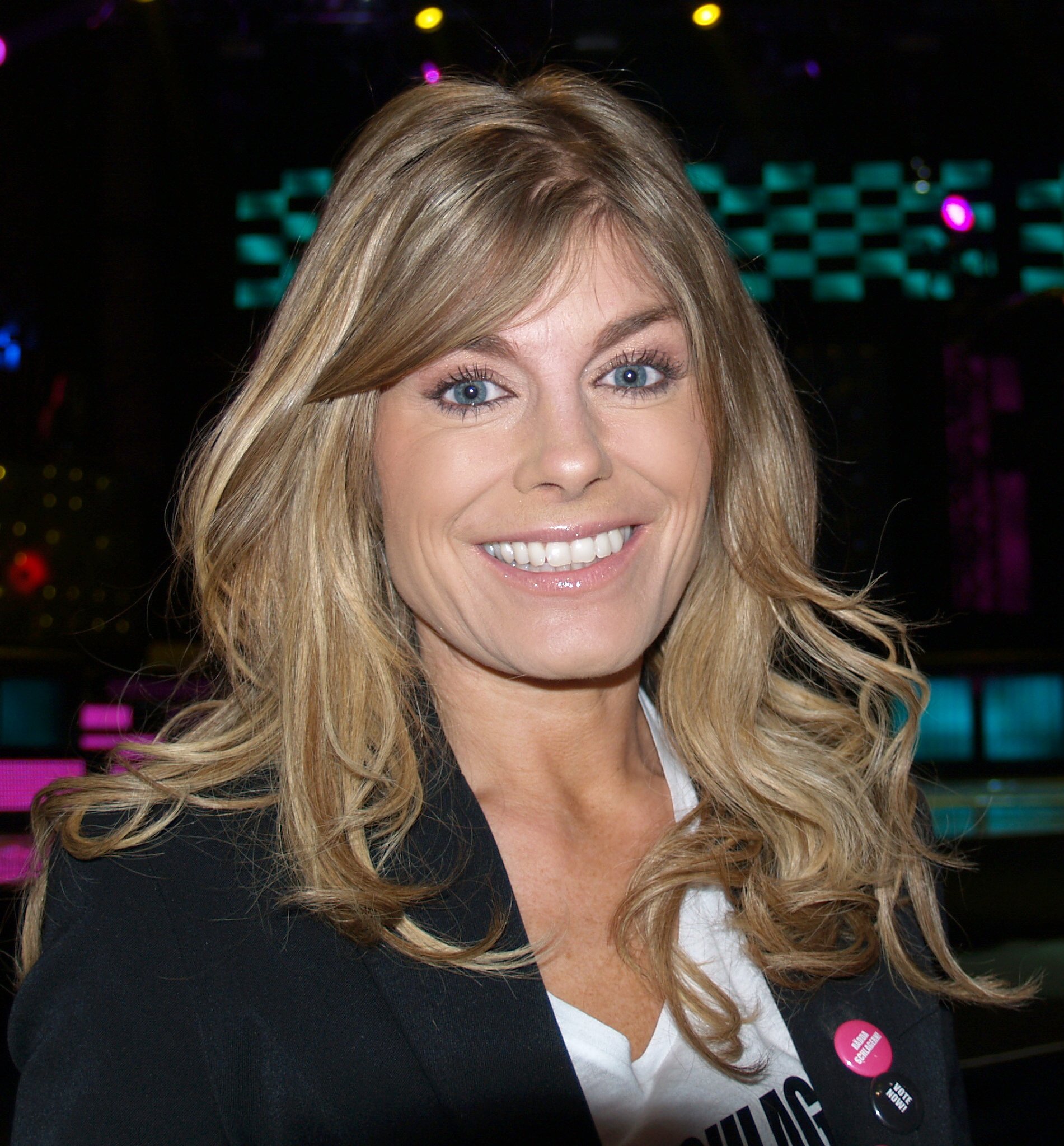
Pernilla Wahlgren återkom till festivalen igen.
Bild från 2010.

Sveriges Television bestämde sig det här året på förhand att ta tillbaka systemet med att köra finalkvällen i två omgångar, något man gjort under åren 1982-88. Efter en allmän inskickning av bidrag till Sveriges Television tog en urvalsjury ut tio bidrag som fick tävla i finalen. Det är dock okänt det exakta antalet inkomna respektive genomlyssnade bidrag. Efter att bidragen valts ut valdes även artisterna. När dessa presenterades visade det sig vara endast soloartister som skulle få tävla. Två av dessa tio framfördes av manliga artister.
Carola Häggkvist var en av de artister som återkom i tävlan igen. Inför sin medverkan året innan fick hon stora rubriker på löpsedlar, eftersom hon då hade gjort kontroversiella uttalanden. Det är året blev uppståndelsen inte lika stor. I och med hennes vinst blev hon den andra kvinnliga artisten som vunnit festivalen två gånger (Kikki Danielsson var den första). Därmed hade festivalen fått totalt fem artister eller grupper som vunnit tävlingen två gånger, utöver Carola och Kikki Danielsson var det även Björn Skifs, Tommy Körberg och gruppen Family Four.

### Återkommande artister
| Artist            | Tidigare år (med placering) (Melodifestivalen) | Tidigare år (med placering) (ESC) |
| ----------------- | ---------------------------------------------- | --------------------------------- |
| Diana Nuñez       | 1975 (2:a) (medlem i Gimmicks)                 |                                   |
| Carola Häggkvist  | 1983 (1:a), 1990 (2:a)                         | 1983 (3:a)                        |
| Pernilla Wahlgren | 1985 (4:a)                                     | –                                 |

## Finalkvällen
Melodifestivalen 1991 direktsändes i TV2 den 31 mars 1991 kl. 20.00-22.40 från Malmö musikteater i Malmö. Programledare var Harald Treutiger och kapellmästare var Anders Berglund. I kören stod Jens Friis-Hansen, Elisabeth Melander, Margareta Nilsson och Staffan Paulsson. Kåge Gimtell var programmets producent, något han även var då Malmö tidigare fått vara värdstad.
Till denna final återkom systemet med att finalkvällen kördes i två omgångar. Detta innebar att de elva regionala jurydistrikten, där varje jurygrupp representerade en svensk stad, röstade i en hemlig och en öppen omgång om vilka bidrag de ville se mer av respektive ville skulle vinna. Finalen inleddes med att de tio bidragen framfördes och jurygrupperna fick också rösta, i den slutna omröstningen. De fem bidrag som fick högst totalpoäng gick vidare till den andra omgången, resterande slutade på delad sjätte plats. För de fem vinnarbidragen nollställdes nu rösterna och en andra omgång påbörjades. Jurygrupperna fick nu rösta synligt (och gav 8 poäng till sin favorit, 6 poäng till sin tvåa, 4 poäng till sin trea, 2 poäng till sin fyra och 1 poäng till sin femma) och den låt som nu fick högst totalpoäng vann också finalen.
Precis som året innan skulle varje jurydistrikt uppfylla ett par kriterier. För det första bestod varje jurygrupp av fem män och fem kvinnor. Av dessa tio skulle minst fyra komma från allmänheten (lekmän) och sex stycken komma från musikbranschen eller vara kunniga inom musik. Åldersfördelningen inom varje grupp skulle vara att fyra medlemmar skulle vara mellan åldrarna 16 och 30 år, tre mellan 30 och 45 år och tre mellan 45 och 60 år. Vid ålders- och yrkes/allmänhetskraven spelade det inte någon roll om det var bara män, bara kvinnor eller både män och kvinnor som uppfyllde dessa krav.

### Första omgången

#### Startlista
Nedan listas bidragen i startordning i den första omgången. Bidrag med beige bakgrund tog sig till andra omgången.
Resterande låtar placerade sig på delad sjätte plats.
| Nr | Artist            | Låt                      | Upphovsmän (Text & musik)                                           | Anmärkning |
| -- | ----------------- | ------------------------ | ------------------------------------------------------------------- | ---------- |
| 1  | Laila Dahl        | Annie                    | Arne Höglund (tm)                                                   | Till Final |
| 2  | Pernilla Wahlgren | Tvillingsjäl             | Lena Philipsson (tm)                                                | Utslagen   |
| 3  | Diana Nuñez       | Kärlekens dans           | Christina Beijbom (t), Lars Beijbom (m)                             | Utslagen   |
| 4  | John Ekedahl      | Stanna du i dina drömmar | John Ekedahl (tm)                                                   | Utslagen   |
| 5  | Jessica           | Änglar                   | Per Andréasson (tm), Anders Dannvik (tm)                            | Utslagen   |
| 6  | Towe Jaarnek      | Ett liv med dej          | Ingela 'Pling' Forsman (t), Bobby Ljunggren (m), Håkan Almqvist (m) | Till Final |
| 7  | Jim Jidhed        | Kommer du ihåg mig?      | Peter Karlsson (tm), Joakim Hagleitner (m)                          | Till Final |
| 8  | Carola            | Fångad av en stormvind   | Stephan Berg (tm)                                                   | Till Final |
| 9  | Tove Naess        | Låt mig se ett under     | Stephan Berg (tm)                                                   | Till Final |
| 10 | Sharon Dyall      | Ge mig ett svar          | Pål Svenre (tm), Linus Bergström (tm)                               | Utslagen   |

### Andra omgången

#### Poäng och placeringar
| Nr | Låt                    | Luleå | Örebro | Umeå | Norr- köping | Falun | Karl- stad | Sunds- vall | Växjö | Sthlm | Gbg | Malmö | Total- summa | Placering |
| -- | ---------------------- | ----- | ------ | ---- | ------------ | ----- | ---------- | ----------- | ----- | ----- | --- | ----- | ------------ | --------- |
| 1  | Annie                  | 4     | 6      | 6    | 2            | 1     | 4          | 1           | 2     | 1     | 2   | 4     | 33           | 4         |
| 6  | Ett liv med dej        | 2     | 1      | 2    | 8            | 6     | 6          | 2           | 4     | 8     | 6   | 1     | 46           | 2         |
| 7  | Kommer du ihåg mej?    | 6     | 2      | 8    | 6            | 2     | 2          | 6           | 1     | 2     | 4   | 6     | 45           | 3         |
| 8  | Fångad av en stormvind | 8     | 8      | 4    | 4            | 8     | 8          | 8           | 8     | 6     | 8   | 8     | 78           | 1         |
| 9  | Låt mig se ett under   | 1     | 4      | 1    | 1            | 4     | 1          | 4           | 6     | 4     | 1   | 2     | 29           | 5         |

### Juryuppläsare
- Luleå: Anita Lovén
- Örebro: Sten Lindqvist
- Umeå: Göran Zackari
- Norrköping: Larz-Thure Ljungdahl
- Falun: Arne Jacobsson
- Karlstad: Ulf Schenkmanis
- Sundsvall: Maritta Selin
- Växjö: Agneta Tigerström
- Stockholm: Sune Kempe
- Göteborg: Gösta Hanson
- Malmö: Maud Uppling

## Eurovision Song Contest
Efter Italiens vinst i Jugoslavien året innan fick landet stå värd och tävlingen förlades till huvudstaden Rom den 4 maj 1991. Vinnarartisten från året innan, Toto Cutugno, klev in i rollen som programledare med Gigliola Cinquetti. Tjugotvå länder kom till tävlan, med Malta som kom tillbaka igen efter många års uppehåll och Nederländerna som dock drog sig tillbaka på grund av en nationell helgdag. För första gången kom Tyskland att tävla under en enad nation, eftersom Väst- och Östtyskland gått samman igen året innan. 
Sändningen hade många tekniska problem (och blev klassad som den sämst genomförda tävlingen någonsin) och andra typer av problem skedde det här året. I samband med ESC-finalen hade det regnat mycket och stora delar av Rom var översvämmad. Vid repetitionerna fanns heller inte orkestern alltid representerad. Under själva tävlingen klagade många av de tävlande över att man inte fått tillräckligt med mat och dryck, samtidigt som man också klagade över att programledarparet endast talade italienska under hela sändningen. Programledarna har även anklagats för att försöka ta så mycket av showen som möjligt, inte minst genom det faktum att de inte lät publiken applådera klart en enda gång under hela festivalen. Toto Cutugno lät inte ens representanten som skulle gratulera Carola, när hon hade vunnit, prata klart.
Sverige tävlade som nummer åtta (av tjugotvå länder) och slutade efter juryöverläggningarna på första plats med 146 poäng. Dock ska det tilläggas att även Frankrike slutade på samma totalpoäng det här året, vilket gjorde att det för andra gången i Eurovisionens historia blev delad förstaplacering mellan två länder (senast 1969). Eftersom EBU hade på 1970-talet infört en regel som sa att bara ett land per år kan vinna hela tävlingen, gjorde det att man fick ta till regelboken för att lösa problemet, där regeln sa att man skulle gå efter flest poäng i högst kategori osv. nedåt i poängskalan. Sverige korades till segrare eftersom man fått flest tiopoängare. Bägge länderna hade fått lika många tolvor. Med dagens regler hade Frankrike segrat, eftersom man numera går efter det land som fått poäng av flest länder osv. (Frankrike fick poäng av arton länder, Sverige fick poäng av sjutton länder). Israel slutade på tredje plats med 139 poäng. 
För nionde gången sedan 1975 slutade ett land på noll poäng. Oturen föll på Österrikes "Venedig im Regen" med Thomas Forstner. Forstner hade deltagit ett tidigare år och då slutat på femte plats, vilket alltså inte blev fallet det här året. Jugoslavien, som stod värd året innan, blev näst sist med bara en poäng (från Malta).

### Fotnoter
1. ↑  ”Melodifestivalen 1991”. Sveriges Television. Arkiverad från originalet den 18 april 2013. https://archive.is/20130418104001/http://www.svt.se/melodifestivalen/ommelodifestivalen/melodifestivalen-1991. Läst 23 oktober 2012.